# Inscription de Pilate
Pour les articles homonymes, voir Pilate.
 (février 2018).
Si vous disposez d'ouvrages ou d'articles de référence ou si vous connaissez des sites web de qualité traitant du thème abordé ici, merci de compléter l'article en donnant les références utiles à sa vérifiabilité et en les liant à la section « Notes et références ».
L'Inscription de Pilate est un bloc de calcaire gravé retrouvé à Césarée maritime en 1961. La partie gauche a été endommagée, mais on déduit du reste qu'il s'agissait d'une dédicace  de Ponce Pilate, préfet romain de province de Judée de 26 à  36. L’artefact est particulièrement important car elle est la première découverte archéologique d'une inscription romaine du Ier siècle authentique mentionnant le nom « Pontius Pilatus ». Il est contemporain de la vie de Ponce Pilate et est conforme à ce qui est connu de sa carrière rapportée.
Cette inscription confirme le titre de préfet romain de Pilate, plutôt que celui de procurateur que lui attribue Tacite dans le célèbre passage des Annales où il décrit la persécution des Chrétiens sous Néron à la suite du grand incendie de Rome
Il est probable que Ponce Pilate s'est établi à Césarée, une ville qui avait remplacé Jérusalem depuis l'an 6 comme capitale administrative et siège militaire de la province, d'où la découverte de cette inscription[réf. souhaitée].
L'inscription de Pilate se trouve actuellement au Musée d'Israël à Jérusalem. Des répliques du bloc peuvent être trouvées au Musée archéologique de Milan, en Italie et sur le site archéologique même de Césarée maritime.

## Inscription

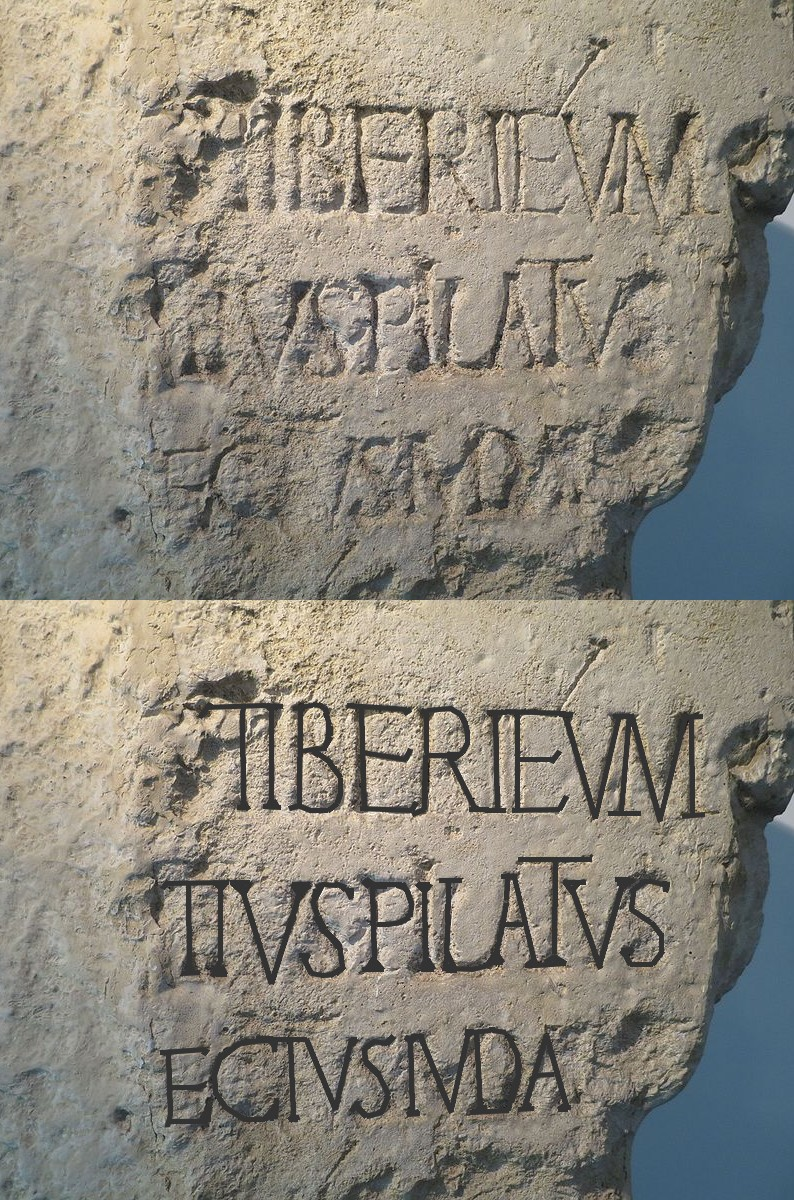
Mise en évidence des lettres sur le bloc de calcaire

Le bloc partiellement endommagé semble être une dédicace au déifiés Auguste et Livie, le beau-père et la mère de l'empereur Tibère, à l'origine placé dans un Tiberieum, un temple dédié à Tibère.
L'inscription partielle (lettres conjecturales entre crochets):
[DIS AUGUSTI]S TIBERIÉUM
[... PO]NTIUS PILATUS
[...PRAEF]ECTUS IUDA[EA]E
[...FECIT D]E[DICAVIT]
La traduction du latin en français :
Pour le Divin Augusti [ce] Tiberieum
... Pontius Pilate
... préfet de Judée
... a consacré [ce]